# Sandor Wladar
Sandor Wladar (Hungría, 19 de julio de 1963) es un nadador húngaro retirado especializado en pruebas de estilo espalda, donde consiguió ser campeón olímpico en 1980 en los 200 metros.

## Carrera deportiva
En los Juegos Olímpicos de Moscú 1980 ganó la medalla de oro en los 200 metros espalda, con un tiempo de 2:01.93 segundos, por delante de su paisnao húngaro Zoltán Verrasztó y del australiano Mark Kerry.
Y en el Campeonato Mundial de Natación de 1982 celebrado en Guayaquil ganó la plata en la misma prueba de 200 metros espalda.